# Amancey
Amancey é uma comuna francesa na região administrativa de Borgonha-Franco-Condado, no departamento de Doubs. Estende-se por uma área de 13,78 km². Em 2010 a comuna tinha 723 habitantes (densidade: 52,5 hab./km²).